# Маарат ан-Нуман
Маарат ан-Нума́н (араб. معرة النعمان) — місто на заході Сирії, розташоване на автостраді Алеппо — Хама, неподалік від мертвих міст Бара та Серджілла. Знаходиться на висоті 496 м над рівнем моря. Греки називали місто Арра, а хрестоносці — Марр. Сьогоднішня назва міста поєднує традиційну назву та ім'я його першого мусульманського правителя — Ан-Нуман ібн Башир, сподвижника Мухаммеда.
Сьогодні в місті є музей з мозаїкою з мертвих міст, мечеть з мінаретом, перебудована після землетрусу 1170 року, медресе Абу Аль-Фарауіс 1199 року та залишки середньовічної фортеці. У давньому торговельному центрі міста з османських часів збереглися два караван-сараї .
У Мааррет-ен-Нуумані народився арабський поет Мааррі (973–1057).

## Історія
Античне поселення Арра у 5 столітті перейшло під владу Візантії, а 637 року було взято мусульманами. У наступні століття місто було великим торговельним центром. 968 року місто сплюндрували візантійці, а 1098 року — хрестоносці, які утримували його до 1135 року, поки Арру не відвоював назад Імад ад-Дін Зенгі. У епоху зенгідів місто зазнало розквіту. З цього часу зберігся міський мінарет та мечеть, споруджена на місці бавньої базиліки.

### Різанина в Маареті

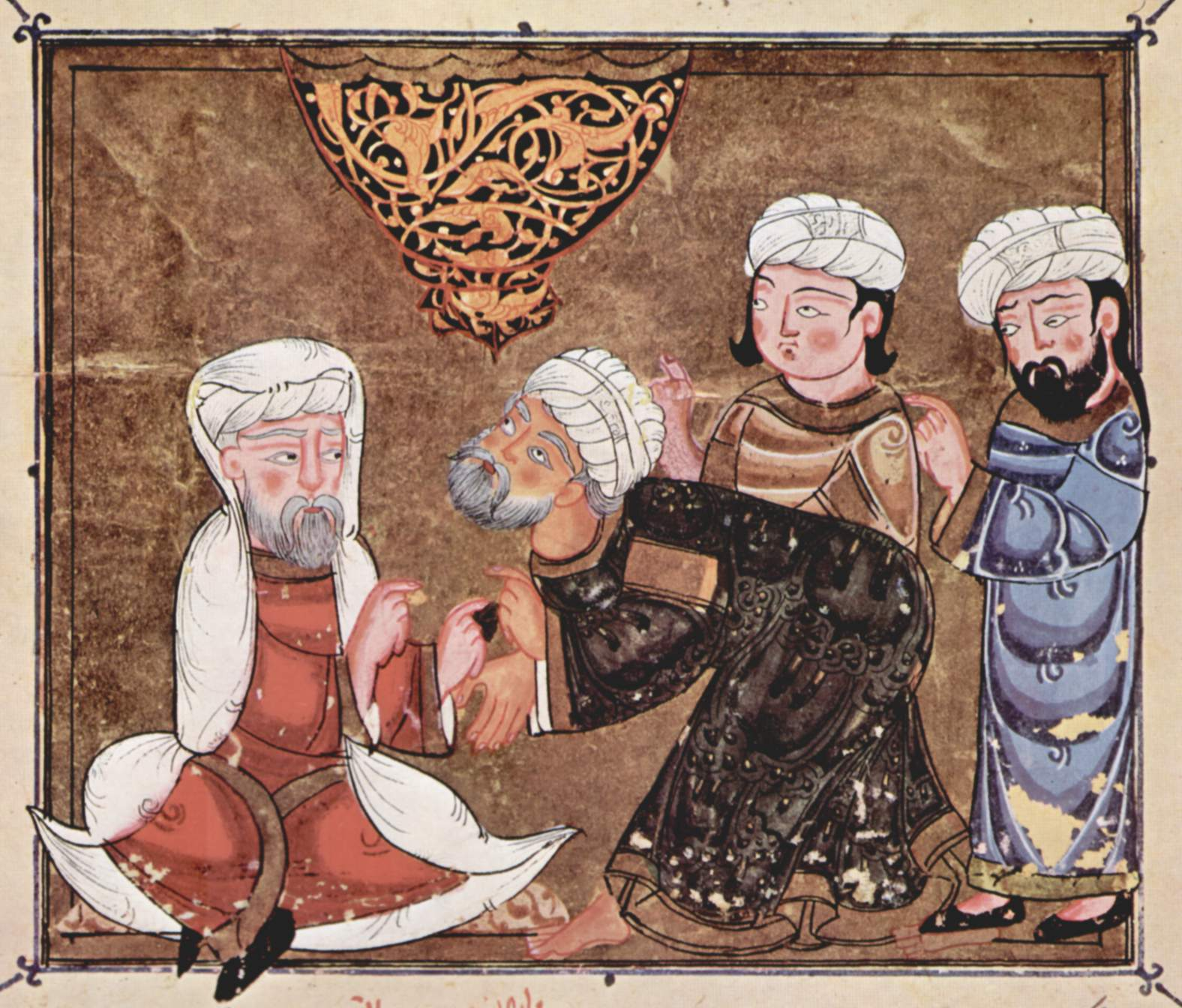
Абу Зейд звертається до Мааррету (1334).

Наприкінці 1098 року, під час Першого хрестового походу, після того як хрестоносці під проводом Раймунда Тулузького та Боемунда I успішно обложили Антіохію, виявилося, що не вистачає провізії. Набіги на прилеглі території в зимові місяці суттєво не поліпшили ситуацію. До 12 листопада, при підході до Мааррату, багато хрестоносців страждали від голоду та виснаження організму. Коли хрестоносці увійшли в Мааррат, проламавши міські мури, близько 20 000 жителів міста було винищено. Їжі в місті виявилося недостатньо і були відзначені навіть випадки людоїдства.

### Громадянська війна
У ході громадянської війни в Сирії 9 жовтня 2012 року місто взяли під контроль повстанці. З 16 жовтня 2012 року урядові війська Сирії проводили операцію з повернення міста під свою владу. Бойові дії призвели до значних жертв серед цивільного населення та великих руйнувань.
Місто розташоване у стратегічно важливому місці — між Хомсом та Алеппо на шляху з півдня країни до столиці Дамаску та північних областей.